# Boris Petrowitsch Weinberg

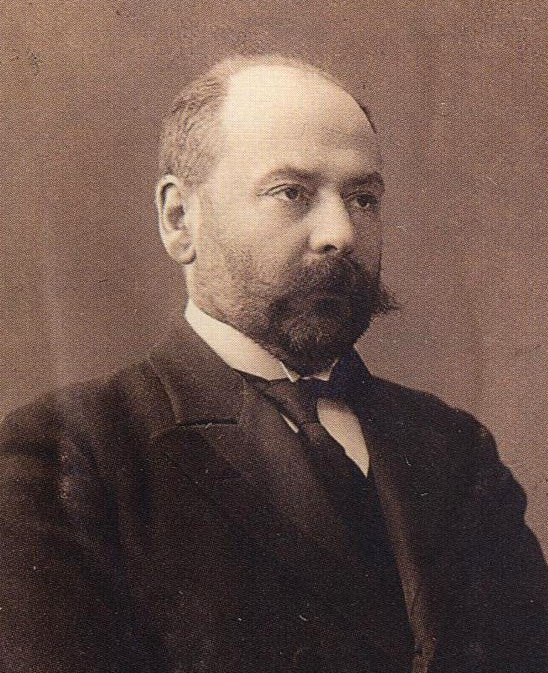
Boris Weinberg

Boris Petrowitsch Weinberg (russisch Борис Петрович Вейнберг; * 20. Julijul. / 1. August 1871greg. in Peterhof; † 18. April 1942 in Leningrad) war ein russischer Physiker, Geophysiker, Glaziologe und Hochschullehrer.

## Leben
Weinbergs Vater war der Dichter, Übersetzer und Literaturwissenschaftler Pjotr Issajewitsch Weinberg. Der Satiriker und Dramaturg Pawel Issajewitsch Weinberg war sein Onkel. Ljubow Grigorjewna Weinberg geb. Rubinstein, die Frau seines Onkels Jakow Issajewitsch Weinberg, war die Schwester Anton Rubinsteins. Der Komponist Jakow Wladimirowitsch Weinberg und der Schriftsteller Pawel Pawlowitsch Weinberg waren seine Vettern.
Seit seiner Kindheit interessierte sich Weinberg für Physik. Er absolvierte das St. Petersburger Gurewitsch-Gymnasium und studierte dann Physik an der Universität St. Petersburg insbesondere bei Dmitri Mendelejew mit Abschluss 1893. Er arbeitete dann im St, Petersburger Bergbau-Institut und in der Kaiserlichen Neurussischen Universität in Odessa. Er hielt Vorlesungen bei den St. Petersburger Höheren Bestuschew-Kursen für Frauen. 1906 erhielt er den Lomonossow-Preis für seine Arbeit Über die Innere Reibung des Eises.
1909 wurde Weinberg auf den Physik-Lehrstuhl des Tomsker Technologischen Instituts berufen, den er bis 1924 behielt. Gleichzeitig hielt er Vorlesungen an der Universität Tomsk und bei den Sibirischen Höheren Kursen für Frauen. Einer seiner bekanntesten Schüler war Wladimir Kusnezow.
Zusammen mit Kollegen schlug Weinberg dem zuständigen Bildungsministerium die Gründung eines Lehrstuhls für Luftfahrt am Tomsker Technologischen Institut vor. Gleichzeitig beantragte die Gruppe von der Stadtduma Grundstücke für ein Laboratorium und einen Flugplatz. Das Ministerium lehnte zunächst wegen mangelnder Mittel ab. Nach weiteren Bemühungen wurde 1910 in Tomsk das zweite aerodynamische Institut in Russland gegründet (nach dem 1904 von Nikolai Schukowski bei Moskau gegründeten ersten Institut). Im Herbst 1911 flog das erste in Sibirien gebaute Flugzeug, ein Zweisitzer, über die Tomsker Gärten. Nikolai Kamow erhielt hier seine Ausbildung, und der zwölfjährige Michail Mil siegte 1921 hier mit seinem Modellflugzeug bei einem Wettbewerb.
Daneben entwickelte Weinberg ein Projekt für den Bau von Vakuumtunneln für Eisenbahnzüge. 1913 wurde ein weltweit erstes experimentelles Modell vorgestellt. 1914 schlug er in einem Vortrag in St. Petersburg eine Magnetschwebebahn in einem Vakuumtunnel vor. Zu den besonders beeindruckten Zuhörern gehörte Jakow Perelman. 100 Jahre später fand dieses Konzept ein neues Interesse in Form des Hyperloops.
Weinberg war Mitglied der Tomsker Stadtduma. 1918 nach der Oktoberrevolution wurde er Mitglied der Sibirischen Duma, in der er zur Fraktion der Regionalisten und Parteilosen gehörte.
1920 beteiligte sich Weinberg an der Obbusen-Expedition. 1923 wurde auf Weinbergs Initiative am Tomsker Technologischen Institut als eines der ersten Forschungsinstitute in Sibirien das Institut für Angewandte Physik gegründet (heute Sibirisches Physikalisch-Technisches Institut), dessen erster Direktor er war. 1924 wurde er Direktor und dann Wirkliches Mitglied des Geophysikalischen Hauptobservatoriums in Leningrad. 1940 wurde er Abteilungsleiter im 1939 gegründeten Institut für Erdmagnetismus in Pawlowsk. Während der Leningrader Blockade wirkte er als Eis-Experte bei der Einrichtung der Eisstraßen über den Ladogasee mit.
Weinberg starb in Leningrad an Hunger und wurde in einem Massengrab begraben. Er war der Vater des Energietechnikers Wsewolod Borissowitsch Weinberg. Nach Weinberg wurde der 900 m hohe Mount Veynberg auf der Arrowsmith-Halbinsel in der Westantarktika benannt.